# Ли, Чарли
Чарльз С. «Чарли» Ли (кор. 이승희; англ. Charles S. «Charlie» Lee; род. 30 декабря 1971, Чхонджу, Республика Корея) — корейско-американский актёр, наиболее известен по роли Винса Масуки в телесериале «Декстер».

## Избранная фильмография
| Год       |   | Русское название         | Оригинальное название      | Роль                |
| --------- | - | ------------------------ | -------------------------- | ------------------- |
| 2006—2013 | с | Декстер                  | Dexter                     | Винс Масука         |
| 2006      | с | Клан Сопрано             | The Sopranos               | Dr. Ba              |
| 2007      | с | Чак                      | Chuck                      | Harry Tang          |
| 2009      | ф | Нерождённый              | The Unborn                 | Dr. Lester Caldwell |
| 2015      | с | Настоящий детектив       | True Detective             | Ричард Гелдоф       |
| 2015—2017 | с | Подлый Пит               | Sneaky Pete                | Джозеф Ли           |
| 2020      | с | Новичок                  | The Rookie                 | Джун-Ха             |
| 2024      | с | Аватар: Легенда об Аанге | Avatar: The Last Airbender | Аватар Року         |

## Интересные факты
- Ли озвучил гангстера в игре Grand Theft Auto: San Andreas и пешехода в Grand Theft Auto: Liberty City Stories[1]